# Meksyk na Letnich Igrzyskach Olimpijskich 1956
Meksyk na Letnich Igrzyskach Olimpijskich 1956 w Melbourne reprezentowało 24 zawodników: 21 mężczyzn i 3 kobiety. Był to 8. start reprezentacji Meksyku na letnich igrzyskach olimpijskich.
Najmłodszym meksykańskim zawodnikiem na tych igrzyskach był 15-letni skoczek do wody, Juan Botella, natomiast najstarszym 48-letni strzelec, Raúl Ibarra. Chorążym reprezentacji podczas ceremonii otwarcia był skoczek do wody Joaquín Capilla.

## Zdobyte medale
| Medal   | Zawodnik        | Dyscyplina      | Konkurencja               | Data      |
| ------- | --------------- | --------------- | ------------------------- | --------- |
| · Złoto | Joaquín Capilla | · Skoki do wody | Wieża - 10 m mężczyzn     | 6 grudnia |
| · Brąz  | Joaquín Capilla | · Skoki do wody | Trampolina - 3 m mężczyzn | 1 grudnia |